# Госвияни, Николь Романовна
Николь Романовна Госвияни (род. 9 сентября 1996 года в Санкт-Петербурге, Россия) — итальянская, ранее российская фигуристка, выступающая в женском одиночном катании. По состоянию на июнь 2014 года занимает 27-е место в рейтинге Международного союза конькобежцев (ИСУ).

## Карьера
Николь Госвияни родилась в северной столице России Санкт-Петербурге в 1996 году, фигурным катанием занимается с трёх лет. Отец Госвияни заместитель директора Центра подготовки спортивных сборных команд Санкт-Петербурга по материально-техническому обеспечению, организации и проведению спортивных мероприятий.

### За Россию
С 2012 года член сборной России по фигурному катанию. В декабре 2012 года она заняла шестое место в национальном первенстве 2013 года в Сочи. Первоначально она не была заявлена на российское первенство, была запасной и после ряда отказов спортсменок дебютировала на чемпионате. Учитывая, что многие фигуристки, занявшие места выше, не имели права выступать на взрослых соревнованиях, Госвияни была отправлена на европейское первенство. Там она выступила удачно, также заняла шестое место.
Она не могла выступать на европейском чемпионате, т.к. Госвияни ранее не выступала ни на каких международных соревнованиях в сезонах 2011/12 и 2012/13 и не обладала техническим минимумом. Она в спешном порядке была отправлена на турнир в Польшу. В январе 2013 году выиграла в Польше (Торунь) турнир Нестле (среди юниоров) и в марте 2013 года Трофей Словении в Есенице.
Осенью 2013 года выиграла Кубок золотого медведя в столице Хорватии и была второй на Мемориале Непелы. Однако далее последовали неудачи, в конце года при отборе в сборную страны на российском чемпионате оказалась в середине турнирной таблицы. Правда, она улучшила все свои достижения во всех видах, хотя официально они зарегистрированы не будут. Через два месяца она приняла участие в Великом Новгороде в Финале Кубка России, выступила, правда, совсем неплохо, заняла пятое место.
Летом 2014 года Госвияни приняла решение уйти от Урманова и перейти в Москву в ЦСКА. Она стала тренироваться в группе под руководством Тарасовой. Однако с начала послеолимпийского сезона начались проблемы со здоровьем. Николь снялась с этапов Гран-при.

### За Италию
Летом следующего года Николь приняла решение выступать за Италию. Она приняла решение выйти замуж за итальянского танцора Лео-Лука Сфорца. На дебютном для неё национальном чемпионате в декабре 2015 года Госвияни финишировала четвёртой.
Новый предолимпийский сезон Николь планировала начать в Ницце на Кубке города в октябре 2016 года, однако она снялась в последний момент перед стартом. На национальном чемпионате в декабре 2016 года в Энье Николь также снялась со стартов.

## Cirque du Soleil
В 2019 году приняла участие в программе Crystal канадского цирка Cirque du Soleil.

## Программы
| Сезон     | Короткая программа                     | [Произвольная программа                   |
| --------- | -------------------------------------- | ----------------------------------------- |
| 2013–2014 | - Storm (Piano Sonata No. 17) Бетховен | - Prelude G-moll, op. 23 No. 5 Рахманинов |
| 2012–2013 | - Ноктюрн Дзе Хисаиси                  | - Berlin Concerto Владимир Косма          |

## Спортивные достижения

#### Выступления за Италию
| Соревнования     | 2015—2016 | 2016—2017 |
| ---------------- | --------- | --------- |
| Кубок Ниццы      |           | WD        |
| Чемпионат Италии | 4         | WD        |

WD = фигуристка снялась с соревнований.

#### Выступления за Россию
| Соревнования                             | 2010—2011 | 2012—2013 | 2013—2014 |
| ---------------------------------------- | --------- | --------- | --------- |
| Чемпионат Европы по фигурному катанию    |           | 6         |           |
| Этапы Гран-При:Cup of China              |           |           | 5         |
| Этапы Гран-При:Rostelecom Cup            |           |           | 8         |
| Чемпионаты России                        |           | 6         | 9         |
| Мемориал Ондрея Непелы                   |           |           | 2         |
| Кубок золотой медведь                    |           |           | 1         |
| Трофей Словении                          |           | 1         |           |
| Кубок России                             | 5         | 3         | 5         |
| Этапы юниорского Гран-при, Япония        | 7         |           |           |
| Международный юношеский турнир Nestle    |           | 1         |           |
| Международный кубок Ниццы (среди юношей) | 3         |           |           |